# Dana Gillespie
Pour les articles homonymes, voir Gillespie.
Dana Gillespie, née le 30 mars 1949, est une actrice, chanteuse et compositrice britannique. Elle a participé à l'enregistrement de plus d'une quarantaine d'albums, à des productions théâtrales comme Jesus Christ Superstar et à plusieurs films. Elle rencontre un succès modeste mais stable, et est surtout connue du public pour ses relations tumultueuses avec des artistes célèbres de la scène rock des années 1970.

## Biographie
Dana Gillespie naît Richenda Antoinette de Winterstein Gillespie à Woking, dans le Surrey, deuxième fille d'Anne Francis Roden (1920-2007), et de Hans Henry Winterstein Gillespie (1910–1994), un radiologue issu de la noblesse autrichienne. Elle a une sœur aînée, Nicola Henrietta St. John Gillespie, née en 1946.
Adepte de ski nautique, elle en devient championne du Royaume-Uni junior en 1962 mais un accident la contraint à arrêter. Adolescente, elle est une adepte du Marquee Club, où elle ne tarde pas à chanter elle-même en s'accompagnant à la guitare. Elle s'y lie avec Donovan et Jimmy Page, et sort avec leur participation quelques singles entre 1965 et 1967, de style folk ou pop pour adolescents, comme Thank You Boy (1965), écrit par John Carter et Ken Lewis et produit par Jimmy Page. Son premier album sort en 1968, Foolish Seasons. Elle y reprend notamment une chanson de Donovan, You Just Gotta Know My Mind, ainsi que No! No! No! de Michel Polnareff. Jimmy Page et John Paul Jones y participent, peu avant qu'ils créent Led Zeppelin. Le suivant, Box of Surprises, sonne plus rock et est plus représentatif de la suite de sa carrière.
À la même époque Dana entame une carrière d'actrice et de mannequin. Elle crée le personnage de Marie-Madeleine dans la première production londonienne d'Andrew Lloyd Webber et de Tim Rice, Jesus Christ Superstar, au Palace Theatre en 1972 et est ainsi créditée sur l'album Jesus Christ Superstar Original London Cast. Elle joue dans la comédie musicale stage Catch My Soul en 1970, dans les films Lost Continent et Secrets of a Windmill Girl, 
Elle pose aussi en lingerie dans le magazine Parade, mettant sans fausse honte à profit son apparence physique pour doper sa notoriété. Ces frasques lui valent d'être tenue pour longtemps pour une sixties' chick (une « poule des années 1960 »), ou une « starlette bonnets D [qui] a papillonné longtemps entre la musique et le cinéma sans laisser de souvenirs impérissables ». Elle raconte d'ailleurs dans une biographie tardive avoir eu des relations amicales et sexuelles avec de nombreux artistes de la scène rock (David Bowie, Bob Dylan, Mick Jagger, Mick Ronson, Jimmy Page, Keith Moon, Tony Hicks, Graham Nash, etc.) et des acteurs comme Michael Caine, Sean Connery,.
Elle rencontre notamment David Bowie à l'âge de 14 ans, et en devient une petite amie éphémère, probablement une des premières. Comme lui, elle signe avec le label MainMan de Tony Defries, En 1972, elle est choriste sur la chanson It Ain't Easy de l'album The Rise and Fall of Ziggy Stardust and the Spiders from Mars de David Bowie. Celui-ci écrit pour elle Andy Warhol : Dana l'enregistre en 1971 mais cette version ne sort qu'en 1973 sur son album Weren't Born a Man, une production de Bowie et Mick Ronson avec celui-ci à la guitare et Rick Wakeman au piano. Elle écrit et compose les autres chansons de l'album, dont le remarquable morceau d'ouverture Mother, Don’t Be Frightened, qu'elle dédie à sa mère inquiète de voir sa fille plonger dans le monde du sexe, de la drogue et du rock.
Son album suivant, Weren't Born a Man, paraît en 1974 avec des chansons assez solides, dans un style blues plutôt lourd. Par la suite elle se tourne vers le blues, chantant avec le London Blues Band.

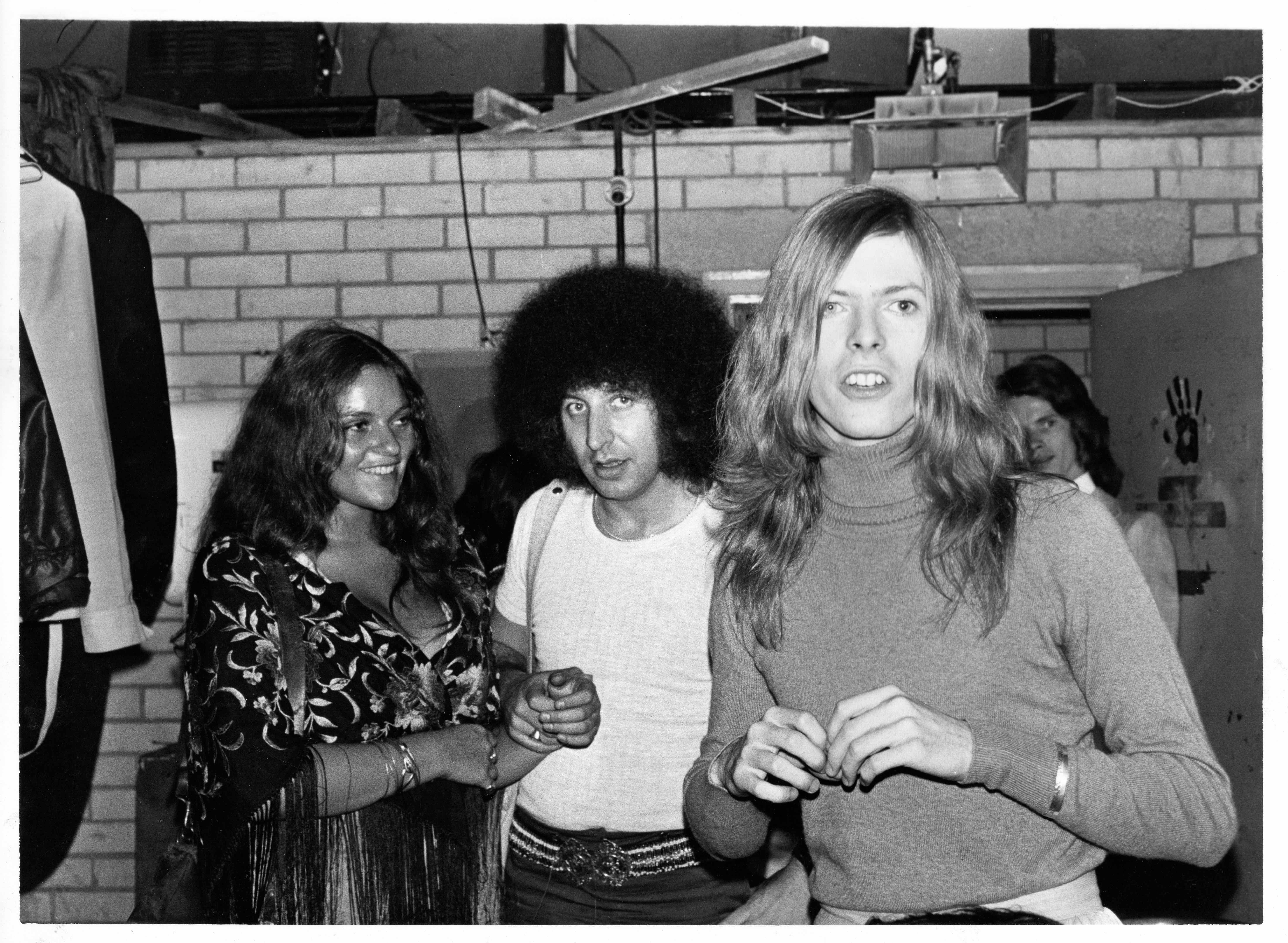
Dana Gillespie (à gauche) et David Bowie avec son manager Tony Defries (au centre) en 1971.

La faillite de MainMan la laisse sans maison de production, et dans des problèmes juridiques pendant trois ans et elle met entre parenthèses sa carrière musicale jusqu'en 1981. Elle publie alors des albums en solo, et comme chanteuse de formations comme le London Blues Band ou le Mojo Blues Band.
Dana met fin à sa carrière d'actrice en 1990
Dana Gillespie est une disciple du gourou spirituel indien Sri Sathya Sai Baba. Elle a joué à son ashram indien à diverses occasions et a également enregistré treize albums de bhajan en sanskrit.
Dana est l'organisatrice du festival annuel de blues au Basil's Bar sur l'île Moustique, dans les Caraïbes.
Sur le plan musical, elle est toujours en activité à la fin des années 2010.

## Discographie

### Solo
Albums studios :
- 1967 : Foolish Seasons (Decca) - Avec Jimmy Page à la guitare.
- 1969 : Box of Surprises (Decca)
- 1973 : Weren't Born a Man (RCA) Coproduit par David Bowie et Mick Ronson. Avec Ronson et Rick Wakeman.
- 1974 : Ain't Gonna Play No Second Fiddle (RCA)
- 1982 : Blue Job (Ace)
- 1984 : Solid Romance (Bellaphon)
- 1984 : Below the Belt (Ace)
- 1985 : It Belongs to Me (Bellaphon)
- 1986 : I'm a Woman (The Blues Line) (Bellaphon)
- 1986 : Move Your Body Close to Me (Bellaphon)
- 1987 : Hot News (Gig)
- 1989 : Sweet Meat (Blue Horizon)
- 1989 : Amor (Gig)
- 1991 : Where Blue Begins (Ariola)
- 1991 : Boogie Woogie Nights (Avec Joachim Palden) (Wolf)
- 1992 : Big Boy (Avec Joachim Palden) (Wolf)
- 1993 : Methods of Release (Bellaphon)
- 1994 : Blue One (Wolf)
- 1996 : Have I Got Blues For You (Wolf)
- 1996 : Mustique Blues Festival
- 1997 : Cherry Pie (Avec Big Jay McNeely) (Big Jay Records)
- 1998 : Back to the Blues (Wolf)
- 2000 : Experienced (Ace)
- 2003 : Staying Power (Ace)
- 2004 : Sing Out (Avec The Shanthi Sisters)
- 2005 : Sacred Space
- 2006 : These Blue Nights
- 2010 : I Rest My Case (Ace)
- 2014 : Cat's Meow (Ace)

Albums live : 
- * 2007 : Live  Avec The London Blues Band

Compilations :
- 1990 : Blues It Up (Ace)
- 1994 : Andy Warhol (Trident)
- 1995 : Hot Stuff (Ace)
- 1996 : The Sound Of My Heart (Ariola Express)
- 1998 : Her Hits And Most Important Songs (Bellaphon Records)
- 2018 : London Social Degree (Rev-Ola)
- 2019 : What Memories We Make - The Complete MainMan Recordings 1971-1974 (Cherry Red)

### Avec le Mojo Blues Band
- 1981 : Mojo Blues Band and the Rockin' Boogie Flu (Bellaphon)
- 1984 : Hot Bricks
- 1986 : I'm A Woman (The Blues Line)

### Sous le pseudonyme deThird Man
- 1996 : One To One
- 1998 : Dream On
- 2015 : Inner View
- ???? : Third Man - Année de parution inconnue.

### Collaborations
- 1972 : The Rise and Fall of Ziggy Stardust and the Spiders from Mars de David Bowie - Chœurs sur It Ain't Easy.
- 1973 : Jesus Christ Superstar (Original London Cast Recording) (MCA)
- 1978 : It's Rock 'N' Roll Vol. 2 de Artistes variés - Chœurs sur deux chansons.
- 1995 : Blues At Piazza Grande Avec Ron Ringwood, Lee Brown, Joachim Palden, New Swing Quartet, First Class Blues Band
- 2016 : Bowie At The Beeb de David Bowie - Chœurs sur 5 chansons.

## Filmographie
- 1966 : Fumo di Londra d'Alberto Sordi - Rôle indéfini
- 1966 : Secrets of a Windmill Girl - La chanteuse
- 1968 : La Déesse des sables (The Vengeance of She) - Invitée à la soirée - Non créditée
- 1968 : Le Peuple des abîmes : Sarah
- 1974 :  Malher de Ken Russell : Anna von Mildenburg
- 1977 : Le Continent oublié : Ajor
- 1978 : Le Chien des Baskerville : Mary Frankland
- 1980 : Enquête sur une passion : Amy Miller
- 1982 : Scrubbers - Bud
- 1986 : Parker - Monika
- 1987 : Sterben werd ich um zu leben - Gustav Mahler de Wolfgang Lesowsky - Anna von Mildenburg
- 1989 : Strapless de David Hare : Julie Kovago
- 1990 : Sunday Pursuit - Marureen
- 2014 : The Taj Mahal Palace Hotel / Hotel India - Elle-même